# 日之出不動
日之出不動（ひのでふどう）は、岐阜県各務原市にある寺院である。日之出不動尊ともいう。大安寺の奥の院にあたる。
本尊は不動明王。美濃三不動（迫間不動・日之出不動・山中不動）のひとつである。

## 概略
大安寺の笑堂和尚がこの地で修行をし、不動明王を安置したのが始まりという。
一説によれば、明治時代初期、厨子を背負った僧侶が中山道鵜沼宿に宿泊したさい、深夜、厨子から「私は鞍馬山の日之出不動である。宿から北にある済北山大安寺の奥山に私を安置しなさい。」の声を聞いたという。僧侶は地元の人々に話し、一宇を構えたという。
現在のように鎮座したのは1887年（明治20年）頃というが、それ以前よりこの地域は霊地とされていたという。1914年（大正3年）には奥之院が設置され、自然の岩を神体とし、御嶽大神が祀られている。
境内には修行用の滝もあり、観音像、地蔵像などもある。

## 所在地
- 岐阜県各務原市鵜沼大安寺町1丁目86

## 交通

### 公共交通機関
- 各務原市ふれあいバス
  - 鵜沼線・東西線朝夕便「つつじが丘北」バス停下車、徒歩で約18分。
- 名鉄犬山線・各務原線 新鵜沼駅、JR高山本線 鵜沼駅より徒歩で約45分。

### 自動車
- 国道21号（鵜沼バイパス）「鵜沼西町」交差点を北上。約3km（各務原パークウェイ沿い）。